# Heiko Kurth
Heiko Kurth (* 4. Juni 1938; † 21. September 2004) war ein deutscher Fußballspieler. Der Mittelfeldspieler hat im WM-System von 1957 bis 1968 in der erstklassigen Fußball-Oberliga Nord, Fußball-Bundesliga und der zweitklassigen Fußball-Regionalliga Nord für die Vereine Altona 93 und Hamburger SV insgesamt 180 Ligaspiele absolviert und 61 Tore erzielt.

## Karriere

### Oberliga, 1957 bis 1963
Zur Runde 1957/58 wurde der talentierte Jugendspieler vom AFC aus Bahrenfeld in die Ligaelf in der Oberliga Nord übernommen. Der Techniker debütierte ausgerechnet beim Finale um die Norddeutsche Pokalmeisterschaft (1:4) am 3. August 1957 gegen den Nordserienmeister Hamburger SV am Rothenbaum in der Ligaelf der Schwarz-Weiß-Roten von der Adolf-Jäger-Kampfbahn. In der Oberliga debütierte er am 10. November 1957 bei einem 2:0-Heimerfolg gegen die "Rautenträger" des HSV und erzielte dabei den 1:0-Führungstreffer. Am Rundenende hatte der Ex-Jugendspieler zwölf Ligaspiele mit neun Toren zu Buche stehen und Altona belegte hinter dem HSV und Eintracht Braunschweig den dritten Rang. Das Talent wurde von Routiniers wie Werner Erb, Werner Gorszka, Alfred Kalkowski, Gerhard Göhrke und Heinz Spundflasche geführt. Ab seinem zweiten Jahr, 1958/59, gehörte er der Stammformation von Altona in der Oberliga Nord an. Insgesamt absolvierte der zumeist als Halbstürmer eingesetzte Kurth von 1957 bis 1963 in der Oberliga 134 Ligaspiele und erzielte 46 Tore. Darunter waren auch 1961/62 zwei Einsätze als Ersatz-Torhüter in den Spielen gegen Werder Bremen und Bremerhaven 93. Im Oktober 1961 trug der AFC ein Freundschaftsspiel gegen den bolivianischen Meister Always Ready La Paz in Bahrenfeld aus. Das Besondere war das Mitwirken von Nationalstürmer Klaus Stürmer, welcher mit Genehmigung des HSV, bei dem er nur noch trainierte, und des NFV für den AFC beim 3:2-Erfolg spielte und zwei Tore erzielte. Kurth und Stürmer bildeten das Halbstürmerpaar.

### Bundesliga und Regionalliga, 1964 bis 1968
Ab dem Start der Bundesliga, 1963/64, trug Altona die Pflichtspiele in der zweitklassigen Regionalliga Nord aus. Kurth hielt dem AFC die Treue und belegte mit Altona hinter Meister FC St. Pauli, Vizemeister und Bundesligaaufsteiger Hannover 96, sowie SV Arminia Hannover mit dem überragenden Lothar Ulsaß den vierten Rang. Kurth hat in 31 Ligaspielen 12 Tore erzielt. Kurth und Kollegen gewannen die „Herbstmeisterschaft“ und lieferten eine Serie ab dem vierten Spieltag von 23:1 Punkten ab. Darunter waren auch Erfolge gegen den späteren Bundesligaaufsteiger Hannover 96 (4:1), Kiel (3:2), Barmbek-Uhlenhorst (9:1) und zwei Erfolge gegen Arminia Hannover (2:0, 3:1). Wobei der 2:0-Heimerfolg am 1. Dezember 1963 „eines der besten Spiele der AFC-Vereinsgeschichte gewesen sein soll, mit fliegenden Spielzügen und immer wieder Sonderbeifall.“ Nach diesem 15. Spieltag führte der AFC die Tabelle mit drei Punkten Vorsprung an. In der Rückrunde konnte Altona um Spielmacher Kurth die Leistung der imponierenden Hinrunde nicht konservieren; die drei Niederlagen in Serie im März 1964 gegen VfB Lübeck (1:2), Holstein Kiel (0:2) und Concordia Hamburg (0:2) vergaben mit der entscheidenden 0:2-Heimniederlage am 25. April gegen FC St. Pauli alle Chancen in die Bundesligaaufstiegsrunde einzukehren.
Der Verlauf des DFB-Pokals wurde aber zu einem weiteren Höhepunkt dieser Runde. In der ersten Hauptrunde im DFB-Pokal gelang drei Tage nach dem 3:1-Erfolg beim VfL Osnabrück, am 8. April 1964, ein 2:1-Heimerfolg gegen den westdeutschen Regionalligisten Borussia Mönchengladbach. In Reihen der „Bökelbergelf“ standen zu diesem Zeitpunkt bereits Spieler wie Manfred Orzessek, Horst-Dieter Höttges, Gerd Schommen, Heinz Lowin, Herbert Laumen, Ulrich Kohn, Egon Milder und Günter Netzer. Der Hamburger SV flog in dieser Runde im Wiederholungsspiel gegen den Süd-Regionalligisten SpVgg Fürth aus dem Pokal. In der zweiten Runde setzte sich die Mannschaft von Trainer Kurt „Jockel“ Krause wiederum mit einem 2:1-Heimerfolg gegen den Duisburger SV durch. Drei Tage später verlor der AFC in der Liga das entscheidende Spiel gegen St. Pauli mit 0:2 Toren. Im Viertelfinale gelang am 20. Mai erneut ein 2:1-Heimerfolg gegen den Bundesligisten Karlsruher SC. Kurth brachte dabei seine Elf mit 1:0 in Führung. Das Lob zur Leistung von Kurth gipfelte in dem Satz von Horst Frese in der Bild-Zeitung: „So gut wie Heiko Kurth hat nach dem Kriege von Hamburger Halbstürmern nur sein großer Vorgänger Heinz Spundflasche gespielt.“ Beim 13. der Bundesliga, dem KSC, waren gegen Altona immerhin Spieler wie Gustav Witlatschil, Jupp Marx, Gerhard Kentschke, Otto Geisert und Klaus Zaczyk im Einsatz gewesen. Am Mittwoch, den 3. Juni 1964, fand vor 15.000 Zuschauern das Halbfinalspiel gegen das von Max Merkel betreute München 1860 statt. In der 75. Minute hatte Rechtsaußen Peter Kautz die überlegen spielenden AFCler mit 1:0 in Führung gebracht. In der 85. Spielminute gelang den Münchner „Löwen“ durch Berti Kraus der 1:1-Ausgleichstreffer. Damit retteten sie sich in die Verlängerung, wo sich die bessere Kondition des Bundesligisten um Nationalspieler wie Petar Radenković, Peter Grosser, Rudi Brunnenmeier, Hans Küppers und Alfred Heiß zu einem 4:1-Erfolg durchsetzte. Schon zwei Tage nach Pokalspiel gegen München 1860 berichtete „Bild“ in riesiger Aufmachung: „Kurth zum HSV.“
Zur Saison 1964/65 unterschreibt er beim Hamburger SV einen Lizenzspielervertrag und wechselte in die Bundesliga. Weitere Kaderverstärkungen sollen Andreas Maté, Juhani Peltonen und die zwei Spieler aus der eigenen Amateurmannschaft, Holger Dieckmann und Erhard Schwerin, bei den „Rautenträgern“ sein. Vor dem Rundenstart kam der Mann vom AFC in den zwei internationalen Freundschaftsspielen gegen Dukla Prag (2:1) und Manchester United (1:3) zum Einsatz. Beim HSV gab Kurth sein Bundesligadebüt am 1. Spieltag der Saison 1964/65. Vor heimischer Kulisse lief er beim 2:2 gegen den VfB Stuttgart auf, im weiteren Saisonverlauf absolvierte er zwölf weitere Spiele und erzielte zwei Tore. In der nächsten Saison kam er nicht mehr zum Zuge, nachdem der neue Trainer Georg Gawliczek sich über Kurth in den Medien geäußert hatte – er sei „im Handeln und Denken zu langsam“. Anschließend wechselte er zurück zu Altona 93, wo er bis 1974 spielte. Im DFB-Pokal kam Kurth in den Spielen gegen Hessen Kassel (2:0) und den 1. FC Nürnberg (1:3) zum Einsatz. Am Schlusstag der Runde, am 15. Mai 1965, war er nochmals in der Bundesliga bei einer 2:4-Heimniederlage gegen den FC Schalke 04 aktiv.
Nach seiner Rückkehr zu seinem Heimatverein konnte er mit Altona noch zwei Runden in der Regionalliga Nord bestreiten. Nach 33 weiteren Regionalligapartien mit 13 Toren stieg er mit dem AFC 1968 in das Amateurlager ab. Dort spielte Kurth noch bis zum Jahr 1974.